# Botet
El botet és un petit instrument dels anomenats de reclam, de buf mecànic, molt més rudimentari que els reclams de xeremia eivissenc i elaborat artesanalment per la gent del camp. S'utilitza per atreure les guatlles que sobrevolen les messes fins a un parany prèviament preparat. Es tracta d'un petit os de conill o de colomí, a l'extrem del qual hi ha una bossa llarga i prima, com els didals que empren els segadors per no tallar-se amb la falç.
En prémer el botet d'una manera especial, aquest produeix un so que imita el cant de la guatlla mascle. Aleshores les femelles, tan bon punt el senten, creient que les criden, deixen el niu, construït arran de terra, entre les espigues, per encaminar-se, atretes pel fals crit, cap al filet de xarxa, de forma quadrangular, d'on prové el so del botet i en el qual s'enreden.

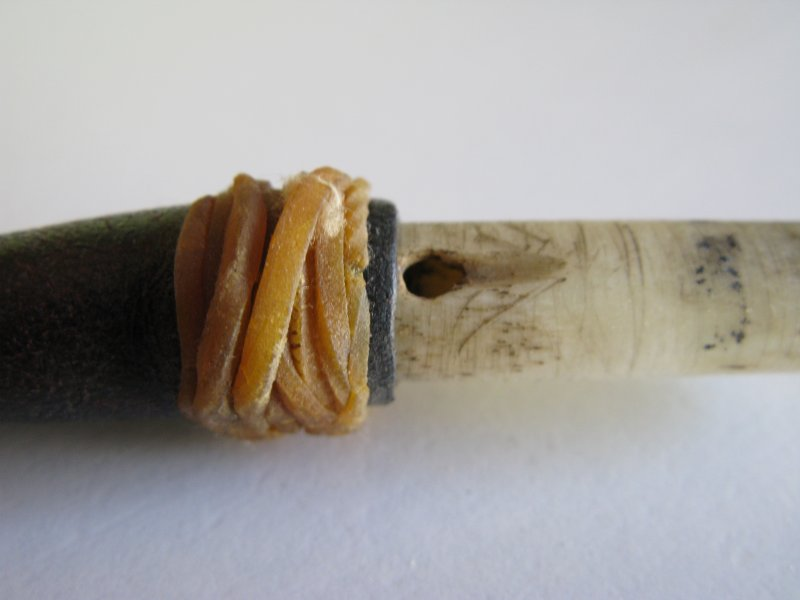
Detall del xiulet
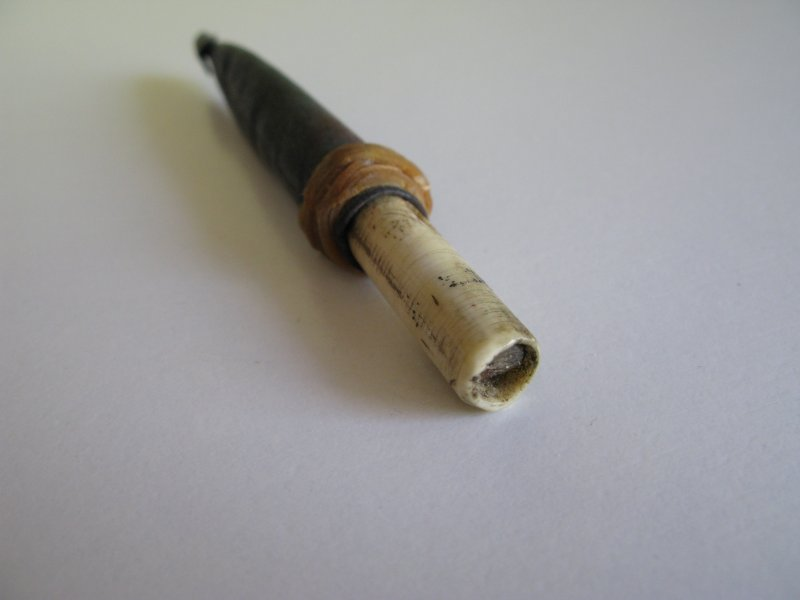
Vista de l'os